# Menhir de Kerhouézel
Le menhir de Kerhouézel est un menhir situé sur la commune de Porspoder, dans le département du Finistère en France.

## Historique
Le menhir figure sur le plan cadastral de 1842. Il est classé au titre des monuments historiques par arrêté du 22 février 1921.

## Description
Le menhir est un bloc de granite de l'Aber-Ildut. Il mesure 6,60 m de hauteur sur 1,70 m de large et 1 m d'épaisseur. Sa section est pentagonale.

## Légendes et traditions
Selon une légende, le menhir tourne sur lui-même et part se baigner en mer.

## Annexe